# Guillermo Marino
Guillermo Andrés Marino  (Los Surgentes, Provincia de Córdoba, 2 de febrero de 1981) es un exfutbolista argentino que jugaba como mediocampista. Durante su carrera pasó por clubes grandes de Argentina, México y Chile, siendo parte importante de diversos planteles que consiguieron títulos nacionales e internacionales. Actualmente se desempeña como ayudante técnico del entrenador Sebastián Beccacece con la Selección de fútbol de Ecuador.

## Inicios
Se inició futbolísticamente en el Club Atlético San Carlos de su provincia natal y a los 16 se sumó a las inferiores de Newell's Old Boys.

### Newell's Old Boys
En 2000 debutó en Newell's Old Boys de Argentina. Si bien el primer semestre bajo la dirección técnica de Héctor Veira no tuvo lugar entre los titulares, se ganó su lugar en el segundo semestre, de la mano del Tolo Gallego, para así consagrarse campeón del Torneo Apertura 2004 logrando ser la gran revelación de aquel torneo. Gracias a eso se fijaron en él numerosos equipos de Europa.

### Boca Juniors
Luego de un conflicto contractual que lo dejó 6 meses inactivo, fue fichado por Boca Juniors a mediados de 2005. Con dicho club obtuvo 5 títulos (2 locales y 3 internacionales) en la temporada 2005/2006. Se consagró campeón también de la Copa Libertadores 2007, aunque solo estuvo presente en algunos encuentros de dicha competición.

### Tigres de la UANL
En el año 2007 fue cedido al club Tigres de la UANL de San Nicolás de los Garza, solicitado por Américo Gallego, con quien fuera campeón en el Torneo Apertura 2004 con Newell's Old Boys.
Con el club regiomontano nunca pudo trascender y no renovó su contrato.

### Boca Juniors
En junio del 2009 volvió a Boca Juniors. En su primer partido en el Torneo Apertura 2009 ante Argentinos Juniors, entró en el segundo tiempo marcando dos goles y evitando la derrota de Boca, partido que terminó 2-2,
pero luego no volvió a sobresalir y, sin lugar en el equipo, la dirigencia lo dejó libre.

### Universidad de Chile
En agosto de 2010 firma por Universidad de Chile. Ya en diciembre de 2010, el jugador aún no evidencia mejoras en su nivel de juego, principal motivo por el cual no es tomado en cuenta por el nuevo DT (Jorge Sampaoli) para la temporada 2011.
Sampaoli reconsidera su opinión excusando un re-acomodo posicional para el jugador y re-integra a Marino al esquema de la Universidad de Chile. Ya en el 2011 se ha re-estrucurado como jugador, dándole la pausa necesaria al equipo para tener un mejor desempeño ofensivo. El 27 de febrero de 2011 en el partido frente a Universidad de Concepción marca su primer gol con la casaquilla azul.
El 12 de junio de 2011 se consagra campeón del Torneo de Apertura, donde la Universidad de Chile derrotó en una final "infartante" a la Universidad Católica, en una remontada histórica de 4-1 (tras haber caído 2-0 en el encuentro de ida), siendo una de las grandes figuras de ese equipo. Posteriormente a ello, debido a una lesión, Marino no tuvo mucha titularidad, sin embargo, jugó algunos encuentros en la fase regular del Torneo de Clausura 2011, y en la Copa Sudamericana 2011, donde Universidad de Chile se coronó campeón.

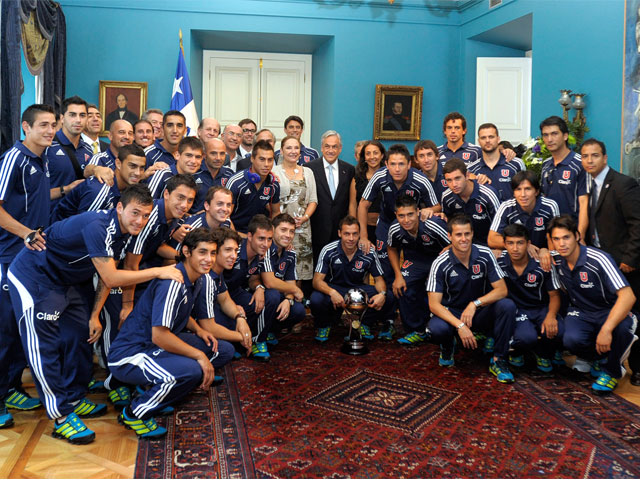
Plantel de Universidad de Chile campeón de la Copa Sudamericana 2011.

Luego de ello, ya en el primer semestre de 2012, en una difícil etapa donde no tuvo mucha participación, Marino fue pieza fundamental para que Universidad de Chile ganara la decimosexta estrella en su historia. En la primera final Universidad de Chile perdió en su visita en Rancagua por 2-1 contra O'Higgins, encuentro en que "el Guille" fue el autor del gol para su equipo. Mientras que en la segunda final, en los minutos de descuento, logró salvar al equipo marcando un gol para darle el 2-1 a la "U", y que permitió que ambos equipos definieran mediante lanzamientos penales (definición que ganaría el conjunto azul y que le dio el primer tricampeonato de su historia). Para el Clausura, Marino volvió a tener un nivel altísimo de juego, siendo uno de los pilares fundamentales para la distribución y creación de buen juego en la Universidad de Chile. Además fue trascendental en los últimos partidos, y ante la discretas actuaciones de los refuerzos se fue ganando la titularidad y la confianza del DT Jorge Sampaoli.
Posteriormente, con la llegada del entrenador Darío Franco a Universidad de Chile, Marino encontró la titularidad prácticamente absoluta. En tanto, el 5 de marzo de 2013, los azules visitaron por Copa Libertadores con Newell's Old Boys de Argentina (equipo donde Marino creció futbolísticamente y donde había salido campeón años atrás). Marino entró ovacionado por ambos equipos, se alzó como figura del conjunto chileno, y convirtió el primer gol con que los azules vencieron 2-1 al conjunto "leproso". El mediocampista no celebró el gol por su pasado en Newell's Old Boys.
El 24 de mayo de 2013 juega su último partido por Universidad de Chile, retirándose del campo de juego bajo una ovación al ser sustituido durante el segundo tiempo. En resumen, Marino en sus casi tres años en "la U", ganó tres campeonatos nacionales consecutivos, una Copa Chile, y la Copa Sudamericana 2011.

### Boca Unidos
Tras su salida de Universidad de Chile, Marino estuvo en inactividad durante cerca de un año, época en que sufrió un accidente automovilístico junto a su esposa tras chocar con un caballo en la ruta provincial N.º 2 de Córdoba, donde el jugador resultó ileso pero su esposa debió ser hospitalizada de urgencia. Asimismo en esta época, varios clubes se interesaron en los servicios del mediocampista, entre ellos Alianza Lima, Santiago Wanderers e incluso la misma Universidad de Chile, pero no se logró llegar a acuerdo. Finalmente en julio de 2014, Marino logró negociar con el club Boca Unidos para su flamante regreso a las canchas.

### Atlético de Rafaela
En 2015 Marino fue cedido a Atlético de Rafaela. El 1 de marzo de 2015 en un partido contra Boca Juniors, Marino, ex Boca entró a la cancha por Pol Fernández (otro ex Boca), donde Marino jugó pocos minutos y no se lució. El 3 de mayo de dicho año convirtió su primer gol en "La Crema", ante Defensa y Justicia a los 15 minutos del primer tiempo.

## Clubes
| Club                 | País      | Año         |
| -------------------- | --------- | ----------- |
| Newell's Old Boys    | Argentina | 2000-2005   |
| Boca Juniors         | Argentina | 2005-2007   |
| Tigres de la UANL    | México    | 2007-2009   |
| Boca Juniors         | Argentina | 2009 - 2010 |
| Universidad de Chile | Chile     | 2010-2013   |
| Boca Unidos          | Argentina | 2014        |
| Atlético de Rafaela  | Argentina | 2015        |

## Palmarés

### Campeonatos nacionales
| Título                    | Club                 | País      | Año    |
| ------------------------- | -------------------- | --------- | ------ |
| Primera División          | Newell's Old Boys    | Argentina | A-2004 |
| Primera División          | Boca Juniors         | Argentina | A-2005 |
| Primera División          | Boca Juniors         | Argentina | C-2006 |
| Primera División de Chile | Universidad de Chile | Chile     | A-2011 |
| Primera División de Chile | Universidad de Chile | Chile     | C-2011 |
| Primera División de Chile | Universidad de Chile | Chile     | A-2012 |
| Copa Chile                | Universidad de Chile | Chile     | 2013   |

### Copas internacionales
| Título              | Club                 | Sede         | Año  |
| ------------------- | -------------------- | ------------ | ---- |
| Copa Sudamericana   | Boca Juniors         | Buenos Aires | 2005 |
| Recopa Sudamericana | Boca Juniors         | São Paulo    | 2006 |
| Copa Libertadores   | Boca Juniors         | Porto Alegre | 2007 |
| Copa Sudamericana   | Universidad de Chile | Santiago     | 2011 |

Otros logros:
- Subcampeón Copa Suruga Bank 2012 con Universidad de Chile.
- Subcampeón Recopa Sudamericana 2012 con Universidad de Chile.